# مدرسة السباعين
مدرسة السباعيين هي مدرسة تاريخية في مدينة فاس المغربية. تقع في الحي الأندلسي من فاس البالي، بجانب مسجد الأندلس. تأسست في عام 1323 من قبل أبي الحسن علي بن عثمان وتجاور مدرسة الصهريج الأكبر التي تأسست قبلها مباشرة. عملت المدرستان معًا لتعليم الطلاب وأقيمتا بالقرب من المسجد الرئيسي.

## التاريخ

### خلفية تاريخية
بنيت المدرسة في العصر المريني، حيث بنيت أغلب المدارس التاريخية بفاس. بنيت من طرف أبو الحسن الذي سيصير لاحقا سلطانا، حيث أنه كان في وقتها مجرد وريث واضح لأبيه السلطان أبو سعيد عثمان بن يعقوب. في البداية، كانت المدرسة المدرسة الصغرى لأنها كمكمل للمدرسة الكبرى، التي عرفت فيما بعد كمدرسة الصهريج. تغير اسم المدرسة إلى المدرسة السباعين (أي: «مدرسة أولئك الذين يعلمون التلاوات السبع للقرآن») على الأرجح لأن ذلك كان تخصص المدرسة. وفرت المدرسة مع مدرسة الصهريج المسكن والتعليم للطلاب الذين يدرسون في جامع الأندلس القريب، مثل مدرستي الصفارين والعطارين الذين يخدمون الطلاب في مسجد القرويين عبر النهر. كانت المدرستان مرافقتين بخان أو فندق، ولكنه اختفى منذ ذلك الحين.

### الأضرار الأخيرة والترميم
رممت المدرسة مرات عدة مع المدرسة المجاورة لها، مدرسة الصهريج. ولكنها، كالمدارس الأخرى، راخت في العقود الأخيرة ضحية الإهمال. بدأت المبادرات الأولى لترميمها في العقد الأول للقرن الواحد والعشرين من طرف صندوق الآثار العالمي، ورغم ذلك عانت المدرسة المزيد من التخريب. خاصة، سنة 2009، حيث ألحفت بالمدرسة أضرار جسيمة : قام اللصوص بإزالة عوارض خشبية منحوتة وبعض الأعمدة الرخامية التي تلعب دور العمود الذي يرفع شرفة المعرض، مما تسبب في انهيار الطابق الثاني من المعرض. أخيرا، رممت المدرستان مؤخرا من قبل وكالة الثراث المحلي ADER-Fès وإعادة فتحهما في 2017. كجزء من برنامج أوسع لإعادة تأهيل فاس البالي الذي بدأ في عام 2013.

## الهندسة المعمارية
المدرسة معاصرة لمدرسة الصهريج المجاورة ولكنها أصغر وأقل زخرفة منها. مساحتها تصل إلى 187 متراً نربعاً. مدخل المدرسة عبارة عن منعطف، ولكن يبدو أنه المدرسة كانت مرتبطة أيضًا بمدرسة الصهريج عبر ممر داخلي آخر. في الداخل، يوجد فناء صغيرا مع نافورة مركزية صغيرة وهو محاط بمعرض من طابقين مدعوم بأعمدة رخامية وأعمدة من طوب. السقف مدعم بالأعمدة من عتبات خشبية منحوتة بزخارف ونقوش عربية تشبه القوس. يتيح كلا الطابقين من المعرض الوصول إلى أماكن إقامة الطلاب ، والتي تصل إلى 23 غرفة نوم بالإضافة إلى 3 غرف مكتب. في الطابق الأرضي، في أقصى نهاية الفناء وعلى الجانب الآخر من المدخل ، توجد قاعة صلاة صغيرة غير مزخرفة (أو فقدت زخرفتها السابقة) ولها محراب بسيط.

## روابط خارجية
- مونتاج فيديو (على موقع يوتيوب) يعرض المعالم التي تم ترميمها من قبل ADER-Fes ، قبل وبعد الترميم، بما في ذلك المدرسة السباعية المتضررة بشدة (انظر الوقت 1:06 )